# Judo als Jocs Olímpics d'estiu de 1972
Als Jocs Olímpics d'Estiu de 1972 celebrats a la ciutat de Múnic (en aquells moments República Federal d'Alemanya) es disputaren 6 proves de judo, sent la segona vegada que aquest esport formava part del programa olímpic després de la seva absència en l'edició de 1968. La competició, únicament oberta a la categoria masculina, es disputà el dia 31 d'agost de 1972 a les seus del Boxhalle i Basketballhalle.
El neerlandès Williem Ruska en convertí en l'únic judoca guanydor de dos ors olímpics en una mateixa edició gràcies a la seva victòria en la categoria de més de 93 kg i la categoria Open.

## Resum de medalles
| Prova          | Or                 | Argent           | Bronze                             |
| – 63 kg        | Takao Kawaguchi    | No es concedí    | Kim Yong-Ik Jean-Jacques Mounier   |
| – 70 kg        | Toyokazu Nomura    | Anton Zajkowski  | Dietmar Hötger Anatoliy Novikov    |
| – 80 kg        | Shinobu Sekine     | Oh Seung-Lip     | Jean-Paul Coche Brian Jacks        |
| – 93 kg        | Shota Chochishvili | David Starbrook  | Paul Barth Chiaki Ishii            |
| + 93 kg        | Willem Ruska       | Klaus Glahn      | Motoki Nishimura Givi Onashvili    |
| Categoria Open | Willem Ruska       | Vitali Kuznetsov | Jean-Claude Brondani Angelo Parisi |

1. ↑  La medalla de plata originalment fou per al mongol Bakaava Buidaa, el qual fou desposseït per donar positiu en un control antidopatge per excés de cafeïna.
2. ↑  El judoca d'origen italià Angelo Parisi competí en l'edició de 1972 sota bandera del Regne Unit, país en el qual residia des de 1956. Posteriorment, en els Jocs Olímpics d'estiu de 1980 i 1984, competí sota bandera francesa després d'haver obtingut aquesta nacionalitat el 1975.

## Medaller
| Posició | País           | Or | Argent | Bronze | Total |
| 1       | Japó           | 3  | 0      | 1      | 4     |
| 2       | Països Baixos  | 2  | 0      | 0      | 2     |
| 3       | Unió Soviètica | 1  | 1      | 2      | 4     |
| 4       | Regne Unit     | 0  | 1      | 2      | 3     |
| 5       | RFA            | 0  | 1      | 1      | 2     |
| 6       | Corea del Sud  | 0  | 1      | 0      | 1     |
| 6       | Polònia        | 0  | 1      | 0      | 1     |
| 8       | França         | 0  | 0      | 3      | 3     |
| 9       | Brasil         | 0  | 0      | 1      | 1     |
| 9       | Corea del Nord | 0  | 0      | 1      | 1     |
| 9       | RDA            | 0  | 0      | 1      | 1     |